# Джюрич, Желимир
Желимир «Жельо» Джюрич (серб. Желимир «Жељо» Ђурић / Želimir «Željo» Đurić; 21 апреля 1919, Ужице — 25 сентября 1941, Златибор) — югославский сербский учитель, партизан Народно-освободительной войны Югославии, Народный герой Югославии.

## Биография
Родился 21 апреля 1919 в Ужице в бедной семье. Окончил педагогическое училище в 1939 году, занявшись преподаванием в школе села Прелово близ Вишеграда. В том же году был принят в Коммунистическую партию Югославии, занявшись пропагандистской работой в своём селе и полувоенной организации «Вистад». Состоял в Вышеградском горкоме КПЮ. В 1940 году уволен с должности учителя за поддержку коммунистов, уехал в Ужице, где занял должность секретаря Ужицкого райкома КПЮ. Занялся реорганизацией райкома и вербовкой новых участников.
Незадолго до начала войны с Германией Желимир начал собирать вооружённые отряды добровольцев на случай стычек с немцами, после начала войны и капитуляции королевской власти начал партизанскую войну. Является одним из основателей Ужицкого партизанского отряда имени Димитрие Туцовича. Активно вербовал новых партизан и помогал жителям Ужице бороться с немецкой оккупацией, что привело в конце концов к изгнанию немецкого гарнизона и установлению Ужицкой республики.
Осенью 1941 года немцы при поддержке югославских монархистов атаковали город. Желимир активно обрывал коммуникации между Ужице и Чаетино, чтобы замедлить темпы наступления, но немцы всё равно прорвались к Златибору, где располагался штаб партизанских войск. От штаба их отделял мост через реку Детину, который обороняла группа партизан. Желимир Джюрич был в числе тех партизан, которые защищали мост, и в бою 25 сентября 1941 сельский учитель погиб.
Вся его семья участвовала в войне: его брат Любодраг Джюрич стал одним из командиров 2-й пролетарской ударной бригады, генерал-майором, отец Новица Джюрич погиб в 1943 году. Сам Желимир посмертно был награждён званием Народного героя указом Президиума Народной Скупщины от 14 февраля 1949. В его честь названа педагогическая академия в Титово-Ужице.